# ウィリアム・アレクサンダー・グラハム
ウィリアム・アレクサンダー・グラハム（William Alexander Graham, 1804年9月5日 - 1875年8月11日）は、アメリカ合衆国の政治家。1845年から1849年まで第30代ノースカロライナ州知事を、1850年から1852年まで第20代アメリカ合衆国海軍長官を務めた。

## 生涯
1804年、グラハムはノースカロライナ州リンカーントン近郊で生まれた。グラハムは1824年にノースカロライナ大学を卒業し、1825年に弁護士として認可を受け同州ヒルズボロで弁護士業を開業した。グラハムは1833年にオレンジ郡からノースカロライナ州下院議員に選出され、1840年まで議員を務めた。またその間、下院議長を2度務めた。
1840年、グラハムはロバート・ストレンジの辞任に伴い、ホイッグ党からアメリカ合衆国上院議員に選出された。グラハムは同年11月25日に上院議員として着任し、1843年3月3日まで同職を務めた。第27回合衆国議会では上院請求委員会の議長も務めた。
1845年から1849年までグラハムはノースカロライナ州知事を務めた。その後1849年、グラハムはスペインとロシアへの大使としての指名を受けたが、辞退した。1850年、グラハムはミラード・フィルモア大統領から海軍長官として指名を受け、1852年まで同職を務めた。1852年の大統領選挙ではウィンフィールド・スコットの副大統領候補としてホイッグ党から出馬したが、民主党の候補に敗北した。選挙後、ノースカロライナ州に戻ったグラハムは、1854年から1866年まで州上院議員を務め、また1864年から1865年まではアメリカ連合国上院議員も兼任した。
1866年、グラハムは再びアメリカ合衆国上院議員として選任された。だが南北戦争後のノースカロライナ州はその当時、合衆国復帰の承認が得られていなかったため、信任状を得ることができず、実際に着任することはできなかった。1867年から1875年まで、グラハムはピーボディ基金の受諾委員会の委員を務め、南北戦争で疲弊した南部への教育支援を行った。グラハムは1873年から1875年まで、バージニア州とメリーランド州の境界線に関する論争の仲裁人を務めた。
1875年、グラハムはニューヨーク州サラトガ・スプリングズで死去した。グラハムの遺体はノースカロライナ州ヒルズボロの長老派教会墓地に埋葬された。
グラハムの死後、その功績が称えられ、アメリカ海軍において駆逐艦グラハムにその名が付けられた。